# Новий Двур (Олавський повіт)
Новий Двур (пол. Nowy Dwór, нім. Neu Vorwerk) — село в Польщі, у гміні Єльч-Лясковиці Олавського повіту Нижньосілезького воєводства.
Населення — 277 осіб (2011).
У 1975-1998 роках село належало до Вроцлавського воєводства.

## Демографія
Демографічна структура станом на 31 березня 2011 року:
|          | Загалом | Допрацездатний вік | Працездатний вік | Постпрацездатний вік |
| -------- | ------- | ------------------ | ---------------- | -------------------- |
| Чоловіки | 132     | 31                 | 88               | 13                   |
| Жінки    | 145     | 32                 | 74               | 39                   |
| Разом    | 277     | 63                 | 162              | 52                   |